# Station Marolles-en-Hurepoix
Marolles-en-Hurepoix is een station aan lijn C van het RER-netwerk gelegen in de Franse gemeente Marolles-en-Hurepoix in het departement Essonne.